# Vuger Selo
Vuger Selo (1900-ig Slatina) falu Zágráb közigazgatási területén Horvátországban, a főváros déli részén. Ma Zágráb Szeszvete városnegyedéhez tartozik.

## Fekvése
Zágráb városközpontjától légvonalban 11, közúton 17 km-re északkeletre, a Medvednica-hegység keleti részének déli lejtőin, a Vuger-patak mentén Kućanec és Šimunčevec között fekszik.

## Története
A település Slatina néven a 19. század elején keletkezett. A második katonai felmérés térképén „Slatina” néven található. Lipszky János 1808-ban Budán kiadott repertóriumában „Szlatina” néven szerepel. Nagy Lajos 1829-ben kiadott művében „Szlanita” néven 48 házzal és 398 katolikus lakossal találjuk.
1857-ben 275, 1910-ben 259 lakosa volt. Zágráb vármegye Szentivánzelinai járásához tartozott. 1941 és 1945 között a Független Horvát Állam része volt, majd a szocialista Jugoszlávia fennhatósága alá került. 1991-től a független Horvátország része. 1991-ben lakossága horvát nemzetiségű volt. 2011-ben 273 lakosa volt.

## Népessége
| Lakosság változása | Lakosság változása | Lakosság változása | Lakosság változása | Lakosság változása | Lakosság változása | Lakosság változása | Lakosság változása | Lakosság változása | Lakosság változása | Lakosság változása | Lakosság változása | Lakosság változása | Lakosság változása | Lakosság változása | Lakosság változása |
| ------------------ | ------------------ | ------------------ | ------------------ | ------------------ | ------------------ | ------------------ | ------------------ | ------------------ | ------------------ | ------------------ | ------------------ | ------------------ | ------------------ | ------------------ | ------------------ |
| 1857               | 1869               | 1880               | 1890               | 1900               | 1910               | 1921               | 1931               | 1948               | 1953               | 1961               | 1971               | 1981               | 1991               | 2001               | 2011               |
| 275                | 291                | 298                | 352                | 353                | 259                | 261                | 266                | 242                | 233                | 225                | 187                | 169                | 164                | 221                | 273                |